# Natação no Campeonato Mundial de Esportes Aquáticos de 2015 - 50 m borboleta masculino
A prova dos 50 metros borboleta masculino da natação no Campeonato Mundial de Esportes Aquáticos de 2015 ocorreu nos dias 2 de agosto e 3 de agosto em Cazã na Rússia. 

## Recordes
Antes desta competição, os recordes mundiais e do campeonato nesta prova eram os seguintes:
| Tipo                  | Atleta        | Tempo | Local  | Data                |
| --------------------- | ------------- | ----- | ------ | ------------------- |
|                       | Rafael Muñoz  | 22,43 | Málaga | 5 de abril de 2009  |
| Recorde do campeonato | Milorad Čavić | 22,67 | Roma   | 27 de julho de 2009 |

## Medalhistas
| Ouro                   | Prata                 | Bronze                                    |
| Florent Manaudou (FRA) | Nicholas Santos (BRA) | László Cseh (HUN) · Konrad Czerniak (POL) |

## Resultados

### Eliminatórias
Esses foram os resultados das eliminatórias.
| Pos. | Bateria | Raia | Nadador              | Nacionalidade     | Tempo | Notas |
| ---- | ------- | ---- | -------------------- | ----------------- | ----- | ----- |
| 1    | 9       | 5    | Florent Manaudou     | França            | 23.15 | Q     |
| 2    | 8       | 2    | László Cseh          | Hungria           | 23.32 | Q,    |
| 3    | 9       | 3    | Rafael Muñoz         | Espanha           | 23.36 | Q     |
| 4    | 8       | 6    | Konrad Czerniak      | Polónia           | 23.38 | Q,    |
| 5    | 7       | 6    | Joseph Schooling     | Singapura         | 23.40 | Q,    |
| 6    | 8       | 4    | Nicholas Santos      | Brasil            | 23.41 | Q     |
| 7    | 9       | 2    | Shi Yang             | China             | 23.43 | Q     |
| 8    | 8       | 3    | Chad le Clos         | África do Sul     | 23.45 | Q     |
| 9    | 8       | 5    | Yauhen Tsurkin       | Bielorrússia      | 23.49 | Q     |
| 9    | 9       | 4    | Andriy Hovorov       | Ucrânia           | 23.49 | Q     |
| 11   | 7       | 4    | Ben Proud            | Reino Unido       | 23.58 | Q     |
| 12   | 7       | 2    | François Heersbrandt | Bélgica           | 23.59 | Q     |
| 13   | 7       | 7    | Takeshi Kawamoto     | Japão             | 23.61 | Q     |
| 14   | 7       | 5    | César Cielo          | Brasil            | 23.66 | Q     |
| 15   | 7       | 8    | Santo Condorelli     | Canadá            | 23.67 | Q     |
| 15   | 9       | 0    | Dylan Carter         | Trinidad e Tobago | 23.67 | Q,    |
| 17   | 7       | 1    | Aleksandr Popkov     | Rússia            | 23.75 |       |
| 18   | 7       | 3    | Piero Codia          | Itália            | 23.81 |       |
| 19   | 8       | 1    | Jayden Hadler        | Austrália         | 23.83 |       |
| 20   | 6       | 9    | Tadas Duškinas       | Lituânia          | 23.85 |       |
| 21   | 9       | 6    | Yu Hexin             | China             | 23.87 |       |
| 21   | 9       | 8    | Ivan Lenđer          | Sérvia            | 23.87 |       |
| 23   | 9       | 1    | Tim Phillips         | Estados Unidos    | 23.91 |       |
| 24   | 8       | 9    | Kristian Golomeev    | Grécia            | 23.96 |       |
| 25   | 8       | 0    | Mario Todorović      | Croácia           | 24.00 |       |
| 26   | 6       | 5    | Santiago Grassi      | Argentina         | 24.03 |       |
| 27   | 7       | 9    | Geoffrey Cheah       | Hong Kong         | 24.12 |       |
| 28   | 6       | 8    | Soren Dahl           | Dinamarca         | 24.13 |       |
| 28   | 7       | 0    | Albert Subirats      | Venezuela         | 24.13 |       |
| 30   | 6       | 4    | Christoffer Carlsen  | Suécia            | 24.18 |       |
| 30   | 8       | 8    | Ryan Pini            | Papua-Nova Guiné  | 24.18 |       |

| Ver o restante da classificação | Ver o restante da classificação | Ver o restante da classificação | Ver o restante da classificação | Ver o restante da classificação | Ver o restante da classificação | Ver o restante da classificação |
| Pos.                            | Bateria                         | Raia                            | Nadador                         | Nacionalidade                   | Tempo                           | Notas                           |
| ------------------------------- | ------------------------------- | ------------------------------- | ------------------------------- | ------------------------------- | ------------------------------- | ------------------------------- |
| 32                              | 5                               | 4                               | Elvis Burrows                   | Bahamas                         | 24.19                           |                                 |
| 33                              | 6                               | 1                               | Luis Martínez                   | Guatemala                       | 24.20                           |                                 |
| 34                              | 6                               | 2                               | Ben Hockin                      | Paraguai                        | 24.24                           |                                 |
| 35                              | 6                               | 7                               | Ralf Tribuntsov                 | Estónia                         | 24.28                           |                                 |
| 36                              | 6                               | 6                               | Jan Šefl                        | Chéquia                         | 24.34                           |                                 |
| 37                              | 9                               | 9                               | Tomer Zamir                     | Israel                          | 24.49                           |                                 |
| 38                              | 6                               | 3                               | Glenn Sutanto                   | Indonésia                       | 24.51                           |                                 |
| 39                              | 5                               | 5                               | Franco Reyes                    | Panamá                          | 24.60                           |                                 |
| 40                              | 6                               | 0                               | Omar Eissa                      | Egito                           | 24.63                           |                                 |
| 41                              | 4                               | 5                               | Ralefy Anthonny                 | Madagáscar                      | 24.69                           |                                 |
| 42                              | 8                               | 7                               | Alejandro Escudero              | México                          | 24.73                           |                                 |
| 43                              | 5                               | 1                               | Zuhayr Pigot                    | Suriname                        | 24.76                           |                                 |
| 44                              | 9                               | 7                               | Daniel Ramírez                  | México                          | 24.83                           |                                 |
| 45                              | 5                               | 3                               | Anthony John Barbar             | Líbano                          | 24.88                           | Recorde nacional                |
| 46                              | 5                               | 2                               | Ralph Goveia                    | Zâmbia                          | 25.16                           |                                 |
| 47                              | 5                               | 6                               | Thibaut Danho                   | Costa do Marfim                 | 25.33                           |                                 |
| 48                              | 5                               | 9                               | Bradley Vincent                 | Ilhas Maurícias                 | 25.42                           |                                 |
| 49                              | 5                               | 7                               | Maksim Inić                     | Montenegro                      | 25.52                           |                                 |
| 50                              | 4                               | 3                               | Joshua Daniel                   | Santa Lúcia                     | 25.61                           |                                 |
| 51                              | 4                               | 6                               | Ifeakachuku Nmor                | Nigéria                         | 25.91                           |                                 |
| 52                              | 5                               | 8                               | Ahmad Attellesey                | Líbia                           | 25.94                           |                                 |
| 53                              | 3                               | 5                               | Oumar Touré                     | Mali                            | 26.13                           |                                 |
| 54                              | 5                               | 0                               | Vahan Mkhitaryan                | Armênia                         | 26.19                           |                                 |
| 55                              | 4                               | 4                               | Abeku Jackson                   | Gana                            | 26.41                           |                                 |
| 56                              | 4                               | 1                               | Hasan Sadeq                     | Iraque                          | 26.93                           |                                 |
| 57                              | 4                               | 2                               | Adam Viktora                    | Seicheles                       | 27.08                           |                                 |
| 58                              | 4                               | 0                               | Ibrahim Nishwan                 | Maldivas                        | 27.42                           |                                 |
| 59                              | 3                               | 4                               | Muhammad Saad                   | Paquistão                       | 27.66                           |                                 |
| 60                              | 4                               | 8                               | Stefano Mitchell                | Antígua e Barbuda               | 27.72                           |                                 |
| 61                              | 3                               | 6                               | Myat Thint                      | Myanmar                         | 27.77                           |                                 |
| 62                              | 3                               | 2                               | Borhane Abro                    | Djibuti                         | 27.99                           |                                 |
| 63                              | 4                               | 7                               | Yacop Al-Khulaifi               | Catar                           | 28.31                           |                                 |
| 64                              | 4                               | 9                               | Nikolas Sylvester               | São Vicente e Granadinas        | 28.39                           |                                 |
| 65                              | 3                               | 0                               | Meriton Veliu                   | Kosovo                          | 28.67                           |                                 |
| 66                              | 3                               | 3                               | Ammaar Ghadiyali                | Tanzânia                        | 28.81                           |                                 |
| 67                              | 2                               | 2                               | Abdelaziz Ahmed                 | Sudão                           | 29.66                           |                                 |
| 68                              | 3                               | 1                               | Olim Kurbanov                   | Tajiquistão                     | 29.82                           |                                 |
| 69                              | 2                               | 5                               | Kaleo Kihleng                   | Estados Federados da Micronésia | 30.15                           |                                 |
| 70                              | 1                               | 6                               | Dienov Koka                     | República do Congo              | 30.20                           |                                 |
| 71                              | 3                               | 8                               | Billy-Scott Irakoze             | Burundi                         | 30.44                           |                                 |
| 72                              | 2                               | 6                               | Yousef Al-Nehmi                 | Iêmen                           | 30.53                           |                                 |
| 73                              | 2                               | 3                               | Brave Lifa                      | Malawi                          | 30.92                           |                                 |
| 74                              | 3                               | 7                               | Robel Habte                     | Etiópia                         | 30.95                           |                                 |
| 75                              | 2                               | 8                               | Chaoili Aonzoudine              | Comores                         | 31.09                           |                                 |
| 76                              | 3                               | 9                               | Andrew Fowler                   | Guiana                          | 31.14                           |                                 |
| 77                              | 2                               | 4                               | Jules Bessan                    | Benim                           | 31.53                           |                                 |
| 78                              | 1                               | 3                               | Pap Jonga                       | Gâmbia                          | 32.36                           |                                 |
| 79                              | 1                               | 5                               | Osman Kamara                    | Serra Leoa                      | 35.21                           |                                 |
| 80                              | 2                               | 1                               | Mael Ambonguilat                | Gabão                           | 35.30                           |                                 |
| 81                              | 1                               | 4                               | Charly Ndjoume                  | Camarões                        |                                 | DNS                             |
| 81                              | 2                               | 7                               | Albarchir Mouctar               | Níger                           |                                 | DNS                             |

### Semifinal
Esses foram os resultados das semifinais.
Semifinal 1
| Pos. | Raia | Nadador              | Nacionalidade     | Tempo | Notas            |
| ---- | ---- | -------------------- | ----------------- | ----- | ---------------- |
| 1    | 3    | Nicholas Santos      | Brasil            | 23.05 | Q                |
| 2    | 4    | László Cseh          | Hungria           | 23.06 | Q,               |
| 3    | 5    | Konrad Czerniak      | Polónia           | 23.07 | Q,               |
| 4    | 2    | Andriy Hovorov       | Ucrânia           | 23.15 | Q                |
| 5    | 1    | César Cielo          | Brasil            | 23.29 | Q                |
| 6    | 7    | François Heersbrandt | Bélgica           | 23.34 | Recorde nacional |
| 7    | 6    | Chad le Clos         | África do Sul     | 23.49 |                  |
| 8    | 8    | Dylan Carter         | Trinidad e Tobago | 23.60 | Recorde nacional |

Semifinal 2
| Pos. | Raia | Nadador          | Nacionalidade | Tempo | Notas            |
| ---- | ---- | ---------------- | ------------- | ----- | ---------------- |
| 1    | 4    | Florent Manaudou | França        | 22.84 | Q, =             |
| 2    | 7    | Ben Proud        | Reino Unido   | 23.24 | Q                |
| 3    | 3    | Joseph Schooling | Singapura     | 23.27 | Q,               |
| 4    | 8    | Santo Condorelli | Canadá        | 23.30 | Recorde nacional |
| 5    | 2    | Yauhen Tsurkin   | Bielorrússia  | 23.41 |                  |
| 6    | 5    | Rafael Muñoz     | Espanha       | 23.44 |                  |
| 6    | 6    | Shi Yang         | China         | 23.44 |                  |
| 8    | 1    | Takeshi Kawamoto | Japão         | 23.74 |                  |

### Final
Esse foi o resultado da final.
| Pos.              | Raia | Nadador          | Nacionalidade | Tempo | Notas            |
| ----------------- | ---- | ---------------- | ------------- | ----- | ---------------- |
| Medalha de ouro   | 4    | Florent Manaudou | França        | 22.97 |                  |
| Medalha de prata  | 5    | Nicholas Santos  | Brasil        | 23.09 |                  |
| Medalha de bronze | 3    | László Cseh      | Hungria       | 23.15 |                  |
| Medalha de bronze | 6    | Konrad Czerniak  | Polónia       | 23.15 |                  |
| 5                 | 2    | Andriy Hovorov   | Ucrânia       | 23.18 |                  |
| 6                 | 8    | César Cielo      | Brasil        | 23.21 |                  |
| 7                 | 1    | Joseph Schooling | Singapura     | 23.25 | Recorde asiático |
| 8                 | 7    | Ben Proud        | Reino Unido   | 23.39 |                  |

Legenda
| Recorde mundial       | Recorde mundial (World record)               |                       | Recorde africano                      | Recorde africano (African) |                                           | Q | Classificado por posição (Qualified) |
| Recorde do campeonato | Recorde do campeonato (Championship record)  | Recorde da América    | Recorde da América (Americas)         | q                          | Classificado por melhor tempo (Qualified) |   |                                      |
| Melhor marca do ano   | Melhor marca do ano (World leading)          | Recorde asiático      | Recorde asiático (Asian)              | DNS                        | Não largou (Did not start)                |   |                                      |
| Recorde nacional      | Recorde nacional (National record)           | Recorde europeu       | Recorde europeu (European)            | DNF                        | Não terminou (Did not finish)             |   |                                      |
| Recorde pessoal       | Recorde pessoal do atleta (Personal best)    | Recorde da Oceania    | Recorde da Oceania (Oceania)          | DSQ / DQ                   | Desclassificado (Disqualified)            |   |                                      |
| Recorde da temporada  | Recorde da temporada do atleta (Season best) | Recorde sul-americano | Recorde sul-americano (South America) | NM                         | Sem marca (No mark)                       |   |                                      |